# Adromischus
Adromischus is een geslacht van succulenten uit de vetplantenfamilie (Crassulaceae). De soorten komen voor in zuidelijk Afrika. De naam is afkomstig van de Oudgriekse woorden ἁδρός, adros (dik) en μίσχος, mischos (stam).

## Soorten
- Adromischus alstonii
- Adromischus clavifolius
- Adromischus cooperi
- Adromischus cristatus
- Adromischus filicaulis
- Adromischus fragilis
- Adromischus hemisphaericus
- Adromischus kitchingii
- Adromischus leucophyllus
- Adromischus maculatus
- Adromischus mammilaris
- Adromischus marianae
- Adromischus nanus
- Adromischus phillipsiae
- Adromischus roaneanus
- Adromischus schuldtianus
- Adromischus triflorus
- Adromischus trigynus
- Adromischus vitewaaliana

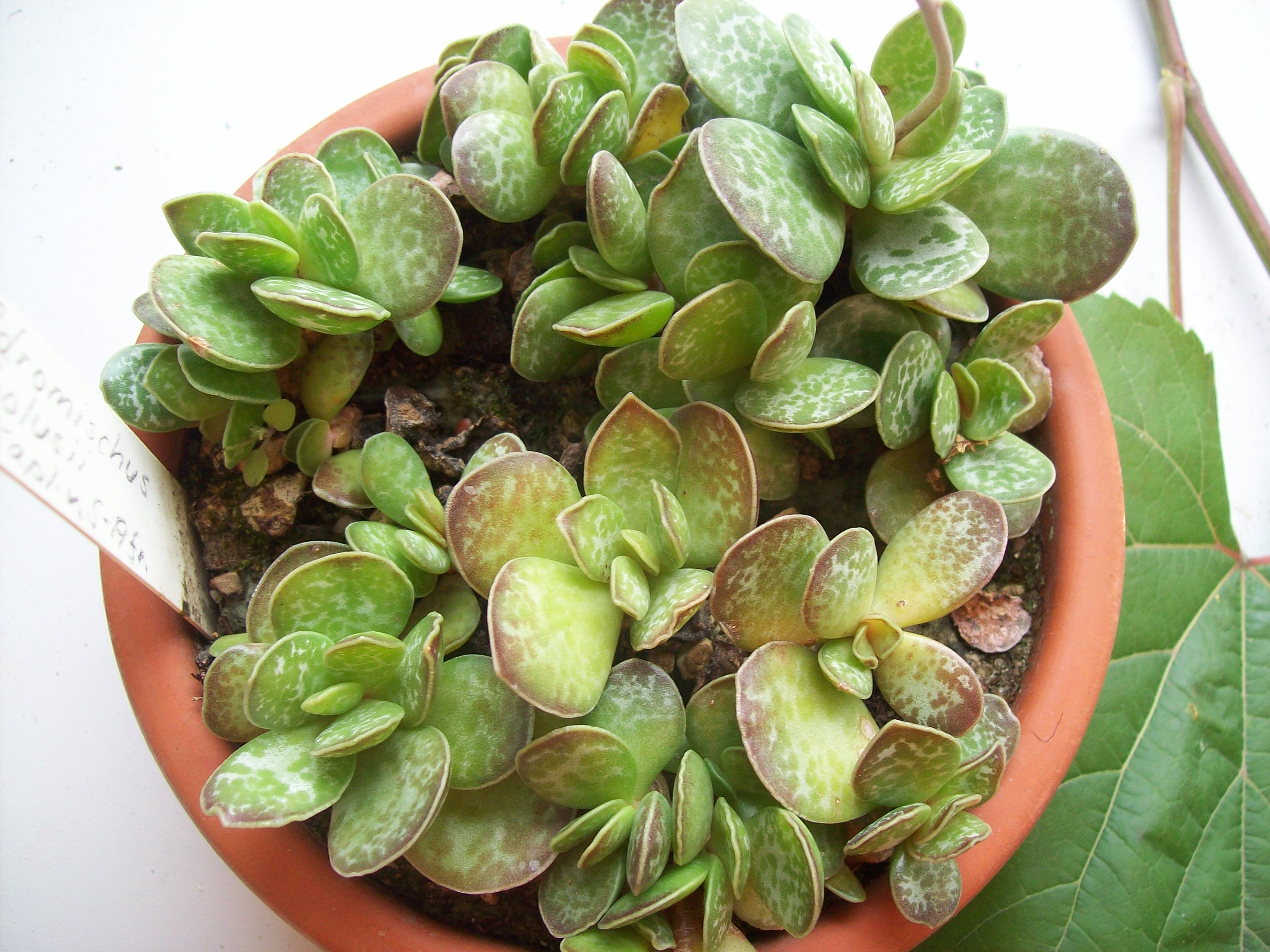
Adromischus caryophyllaceus
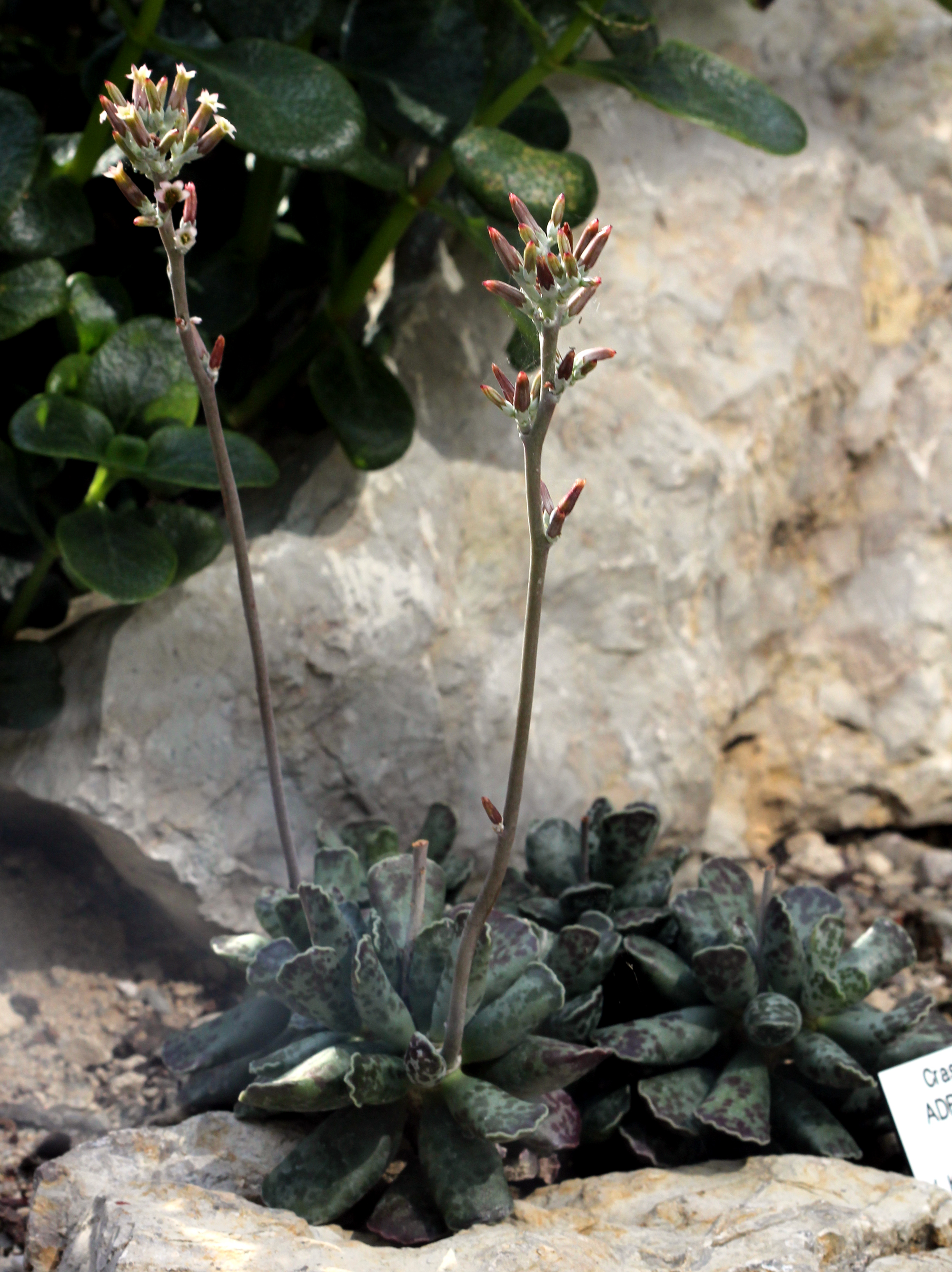
Adromischus cooperi
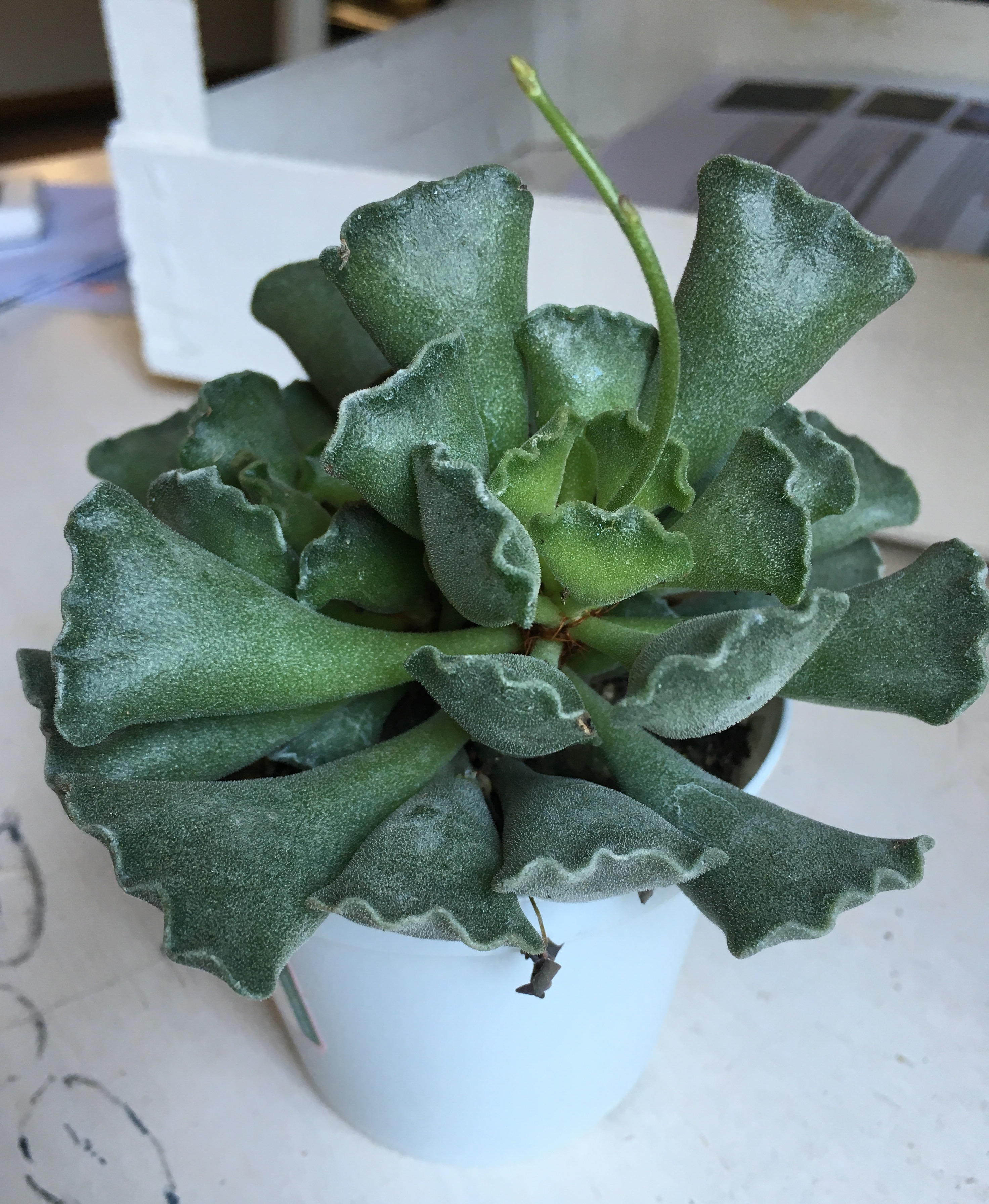
Adromischus cristatus
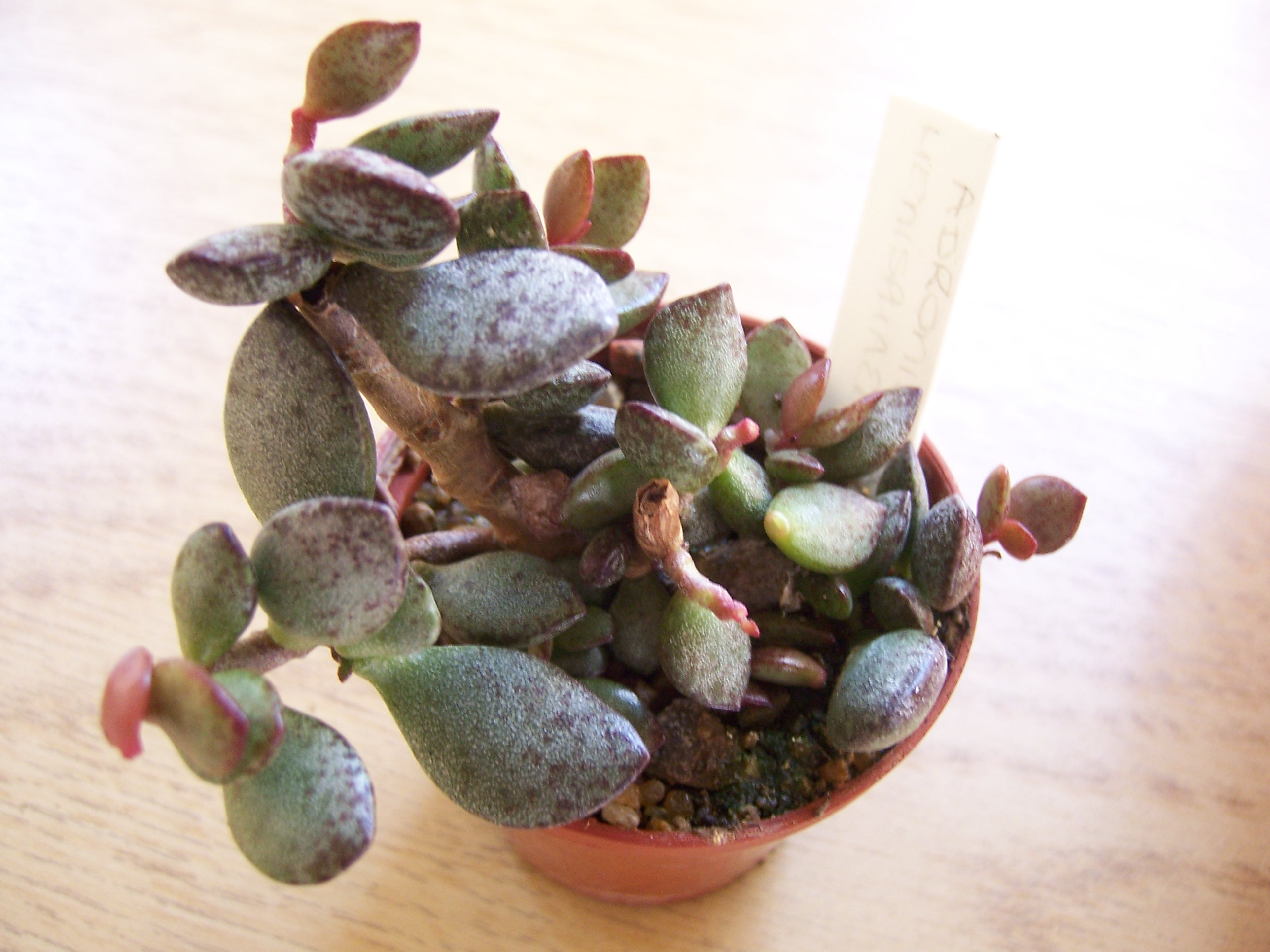
Adromischus hemisphaericus
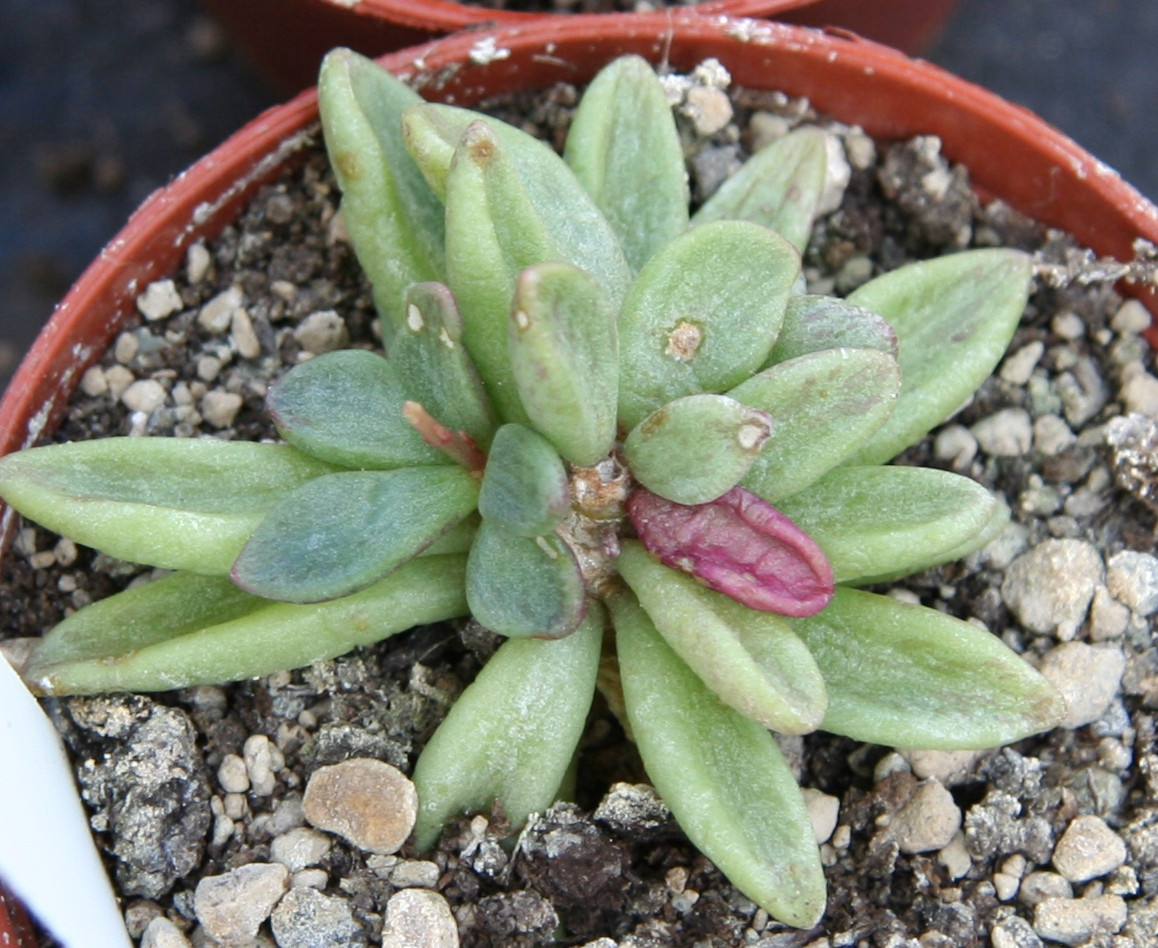
Adromischus humilis
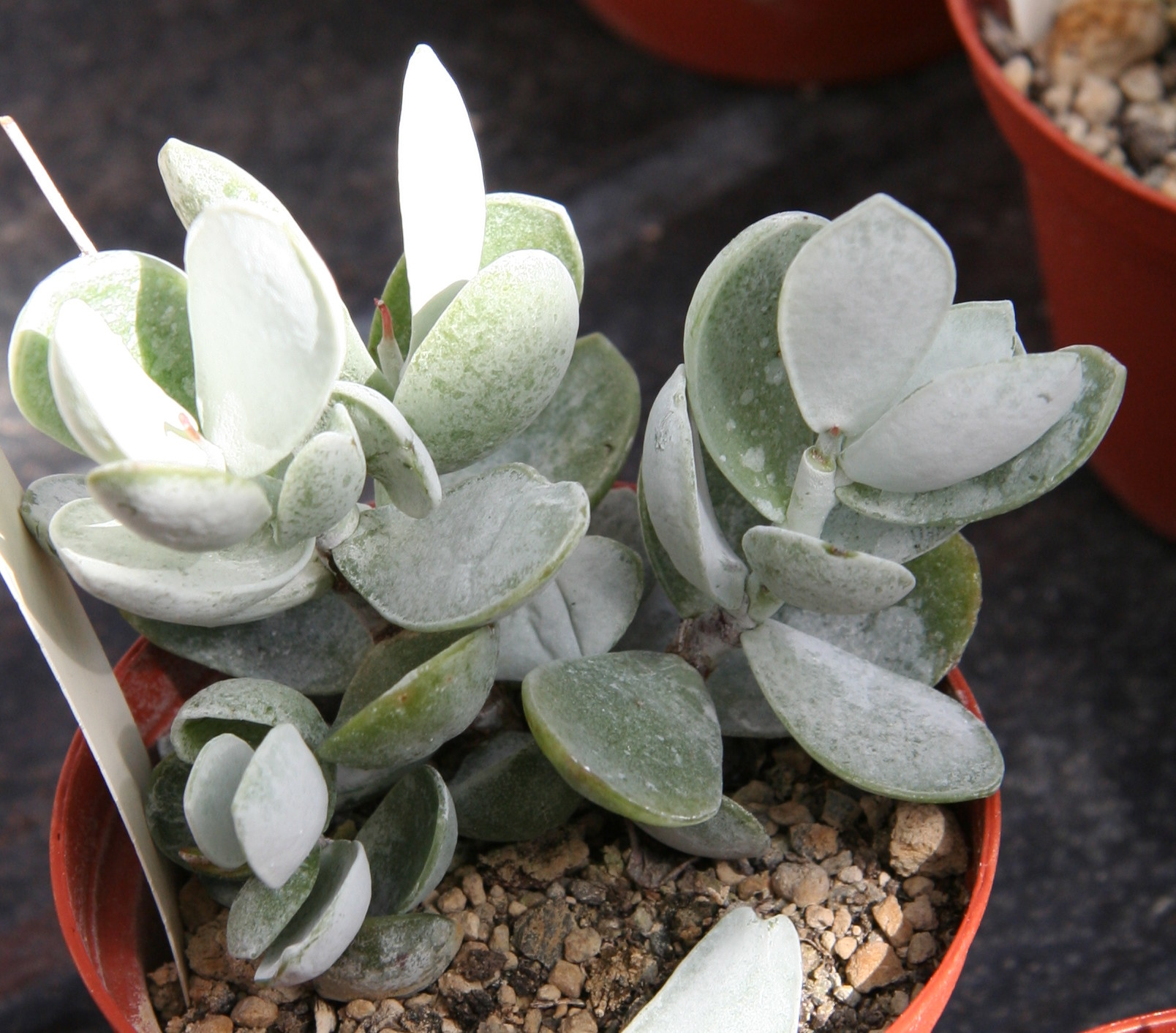
Adromischus leucophyllus
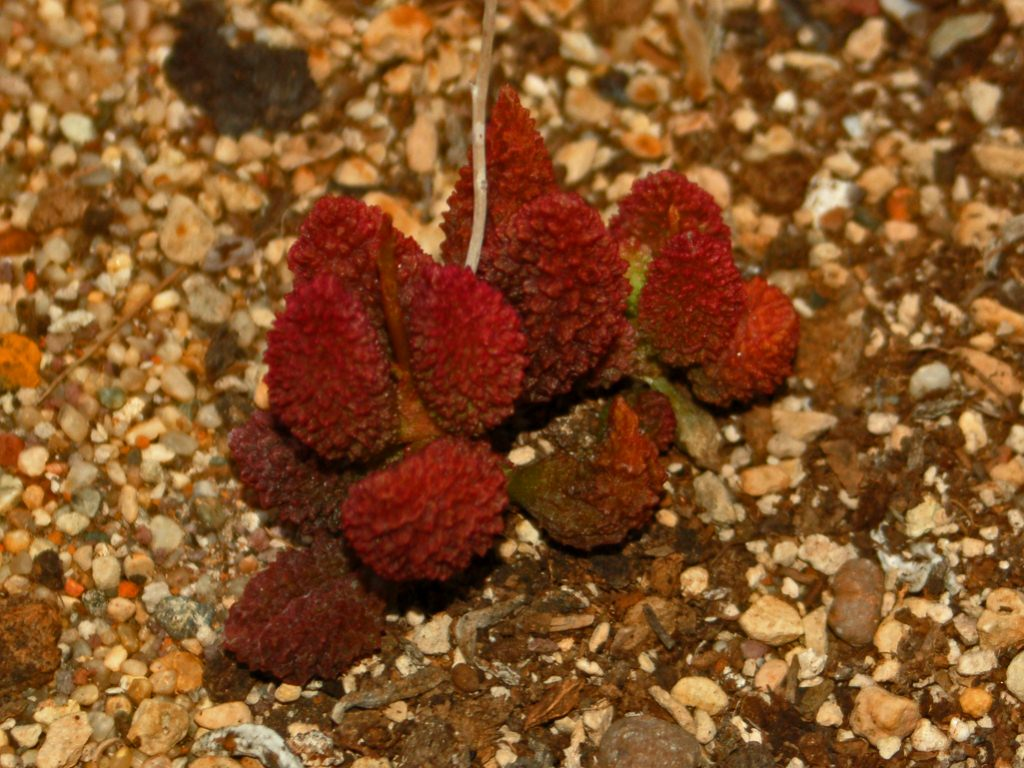
Adromischus marianae
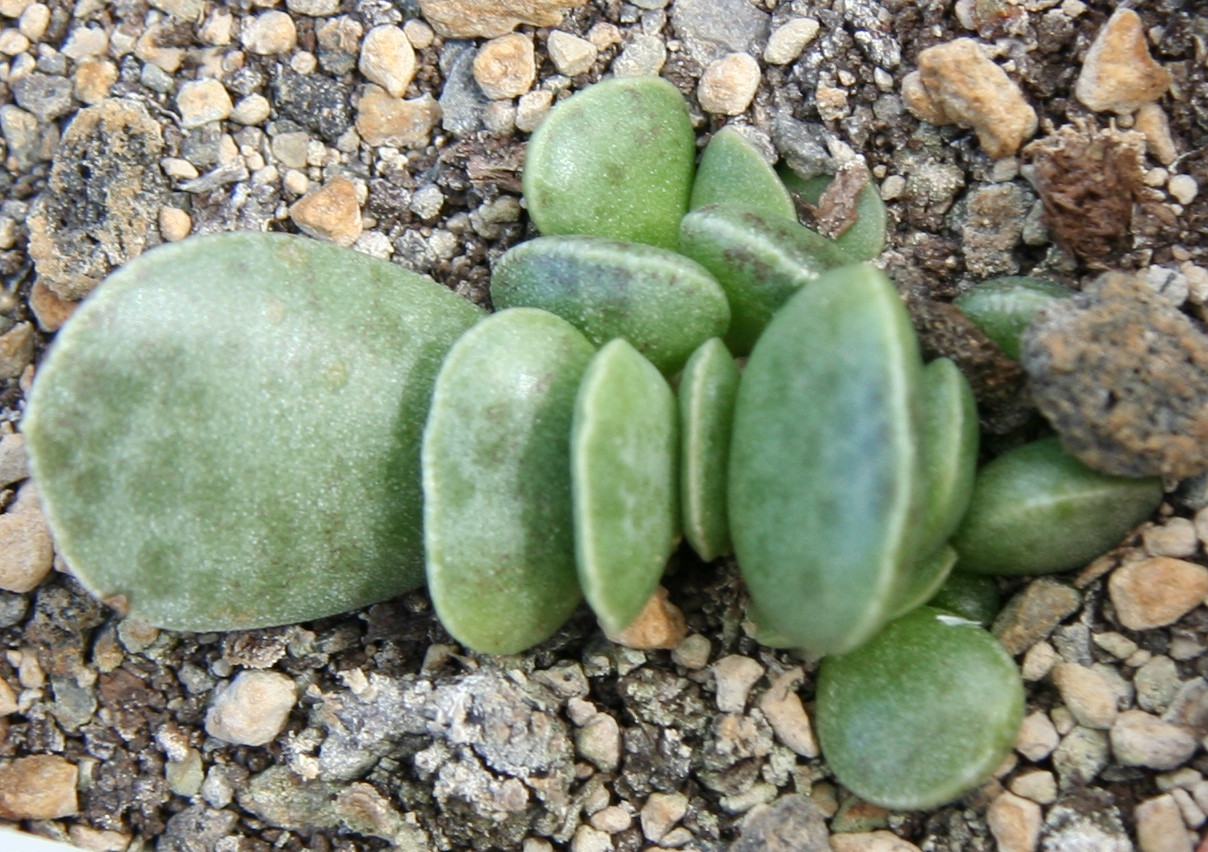
Adromischus schuldtianus
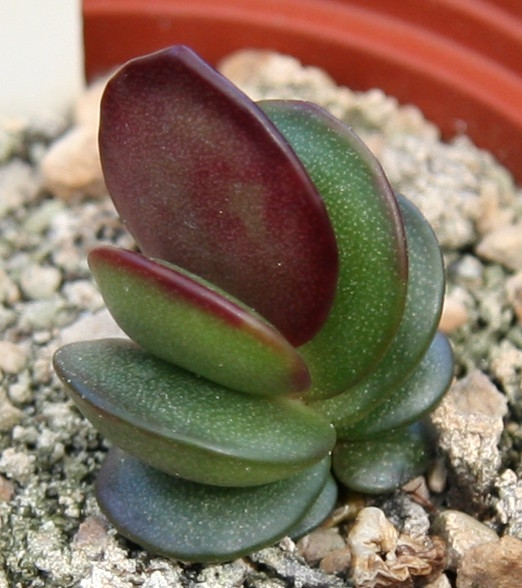
Adromischus subdistichus
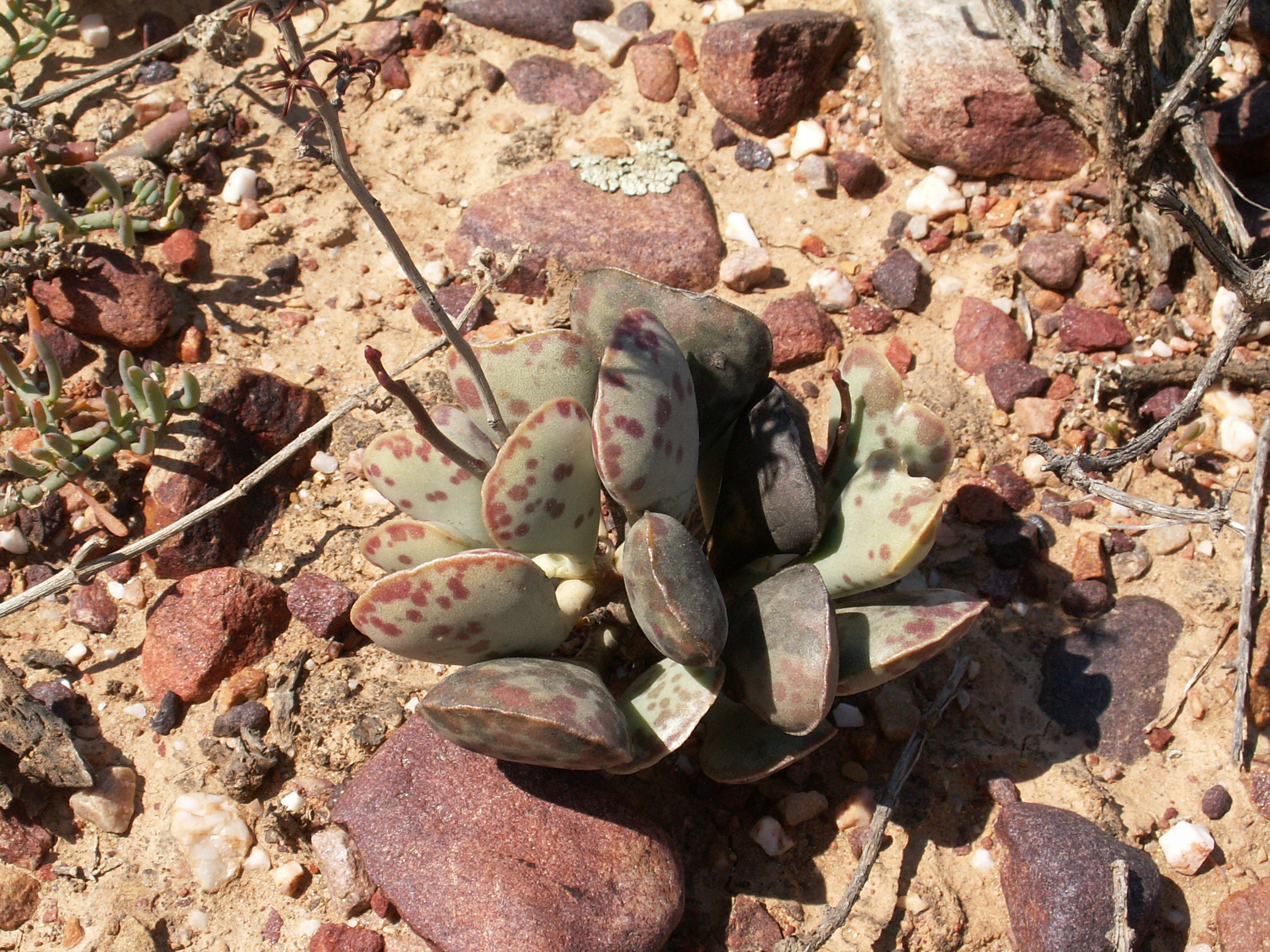
Adromischus triflorus

Adromischus · Aeonium · Aichryson · Chiastophyllum · Cotyledon · Crassula · Diamorpha · Dudleya · Echeveria · Graptopetalum · Greenovia · Hylotelephium (Hemelsleutel) · Hypagophytum · Jovibarba · Kalanchoe (Kalanchoë) · Lenophyllum · Monanthes · Orostachys · Pachyphytum · Perrierosedum · Phedimus (Vlak vetkruid) · Pistorinia · Prometheum · Pseudosedum · Rhodiola · Rosularia · Sedum (Vetkruid) · Sempervivum (Huislook) · Thompsonella · Tylecodon · Umbilicus · Villadia